# Josep Llorens i Artigas

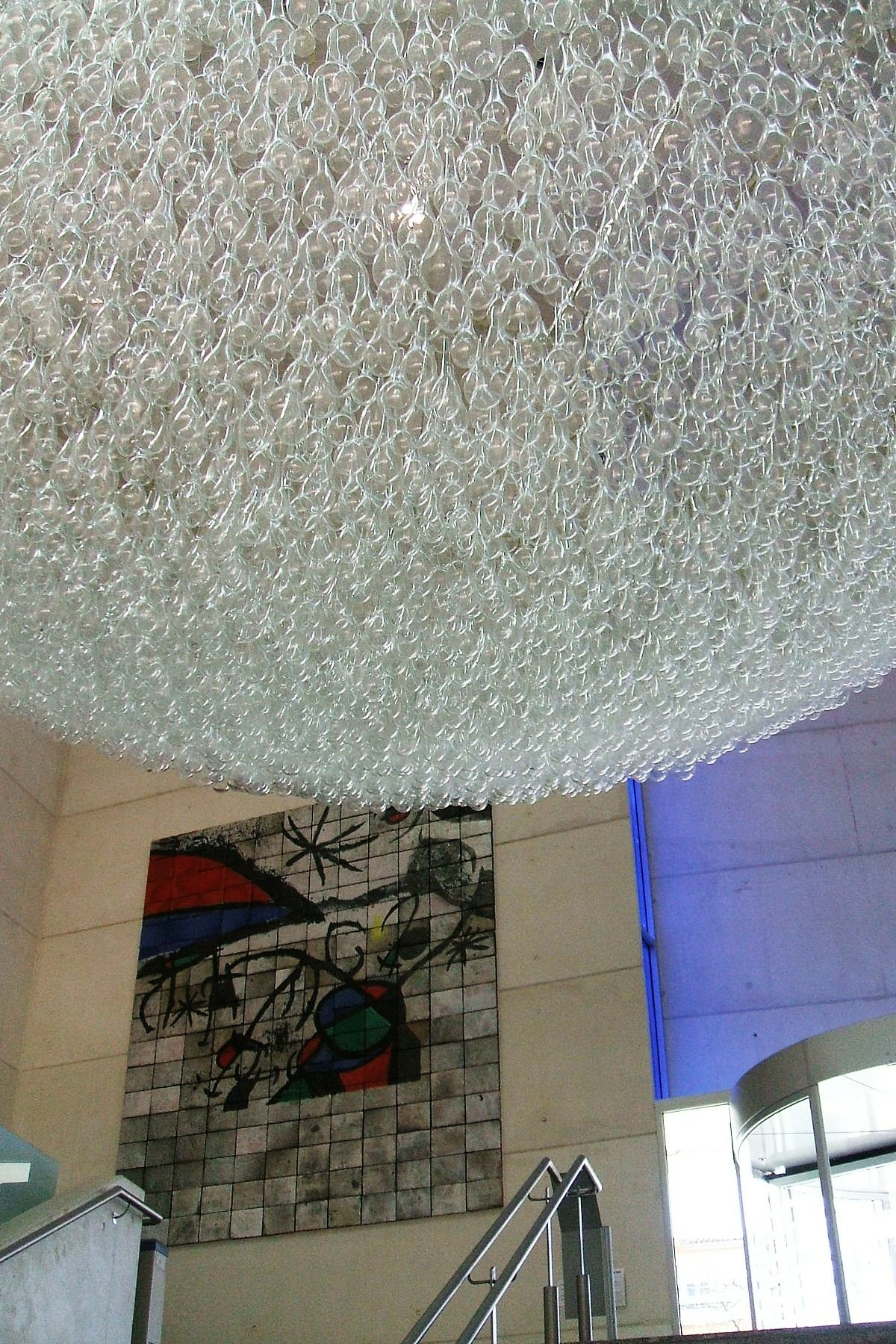
Mural cerámico, de Joan Miró y Llorens Artigas. Centro-Museo ARTIUM de Vitoria.

Josep Llorens i Artigas (Barcelona, 16 de junio de 1892 - ídem, 11 de diciembre de 1980) fue un ceramista y crítico de arte español. 

## Biografía
Después de huir a Gerona ante el peligro de ser arrestado como desertor del ejército, Llorens i Artigas trabajó en la construcción del puente de hierro sobre el río Oñar, diseñado por la compañía de Gustave Eiffel. Poco después se instaló en Barcelona, donde trabajó de contable. Realizó su formación artística en la Escuela de la Llotja, en el Cercle Artístic de Sant Lluc y en la Escuela Superior de Bellos Oficios de Francesc d'Assís Galí, donde conoció a Joan Miró. 
Hacia 1917 se integró en la órbita del grupo futurista-anarquizante surgido en torno a la revista Un enemic del poble, donde colaboró de manera puntual.
Comenzó a trabajar como crítico de arte en La Veu de Catalunya, y fue miembro fundador de la asociación artística Agrupación Courbet. En 1917 viajó a París becado por la Mancomunidad de Cataluña. Entre 1922 y 1924 fue secretario de la Escuela de Bellos Oficios, y en esta última fecha se trasladó a París.
Llorens se dedicó principalmente a la cerámica, de la que fue un gran revitalizador en el mundo del arte occidental. Su obra destaca por la depuración formal, despojando las piezas de toda decoración y renovando los esmaltes y colores. En 1941 se convirtió en profesor de cerámica en la Escuela Massana de Barcelona, formando una nueva generación de ceramistas catalanes. 
Expuso individualmente en Barcelona, Madrid, París, Bruselas, Londres y Nueva York, destacando la exposición que celebró en la Galería Maeght de París en 1969. Ganó diversos premios, como el diploma de honor de la Trienal de Milán (1936), la medalla de oro en la Exposición Internacional de París (1937) y el gran premio de la Tercera Bienal Internacional Hispanoamericana de Arte (1955). En París colaboró con Raoul Dufy y Albert Marquet, y más tarde con Georges Braque y, sobre todo, con su amigo Joan Miró. Con este último hizo grandes murales cerámicos, incluyendo los de la sede de la Unesco en París, la Universidad Harvard, la Fundación Maeght, el aeropuerto de Barcelona y el de la fachada principal del Palacio de Congresos y Exposiciones de Madrid. 
Además, fue autor de los libros Las pastas cerámicas y los esmaltes azules del antiguo Egipto (1922), Formulario y prácticas de cerámica (1948) y Esmaltes y colores sobre vidrio, porcelana y metal (1950). Es padre de Joan Gardy Artigas y abuelo del artista visual Isao Llorens.